# حشره‌خوار بلندزی چینی
 حشره‌خوار بلندزی چینی (نام علمی: Sorex excelsus) نام یک گونه از سرده حشره‌خوارهای دم‌دراز است.